# Estanzuelita
Estanzuelita är en ort i Mexiko.   Den ligger i kommunen Contepec och delstaten Michoacán de Ocampo, i den sydöstra delen av landet, 130 km nordväst om huvudstaden Mexico City. Estanzuelita ligger 2 378 meter över havet och antalet invånare är 291.
Terrängen runt Estanzuelita är kuperad åt sydost, men åt nordväst är den platt. Runt Estanzuelita är det ganska tätbefolkat, med 80 invånare per kvadratkilometer. Närmaste större samhälle är Amealco, 17,1 km norr om Estanzuelita. Omgivningarna runt Estanzuelita är en mosaik av jordbruksmark och naturlig växtlighet.